# Thyrfing (album)
Thyrfing er et viking metal album med bandet Thyrfing der blev udgivet i 1998 gennem Hammerheart Records.

## Numre
1. "Raven Eyes" – 03:37
2. "Vargavinter" – 02:59
3. "Set Sail to Plunder" – 04:22
4. "Ur Askan Ett Rike" – 03:04
5. "Celebration of Our Victory" – 04:43
6. "A Burning Arrow" – 02:50
7. "En Döende Mans Förbannelse" – 03:34
8. "Hednaland" – 03:34
9. "Wotan's Fire" – 04:32
10. "Going Berserk" – 05:09